# 湘南黃金
湘南黄金（英文：Shonan gold），屬於芸香科柑橘属，是今村溫州蜜柑和黃金柑（Citrus flaviculpu）雜交而成的，分布在日本。最早是在平成時代神奈川縣小田原市根府川發現，主要生產於神奈川縣。重量約80g的水果。12％的糖含量的水果。繁殖可用嫁接法。

## 圖像

神奈川縣 原木
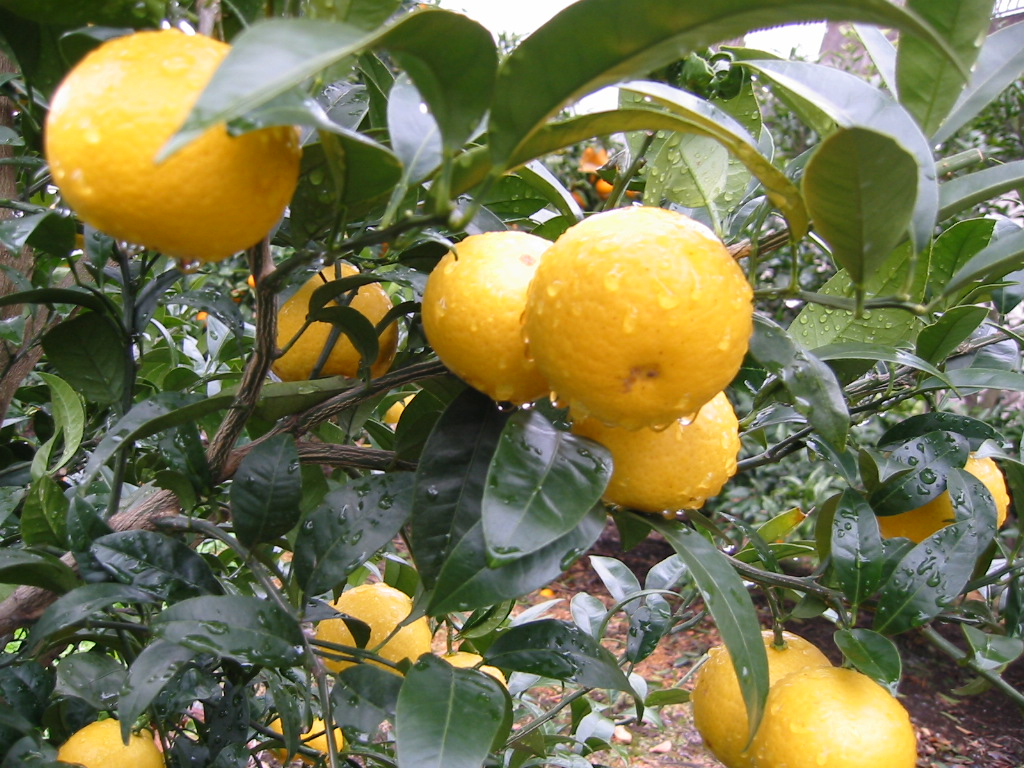
結果狀況
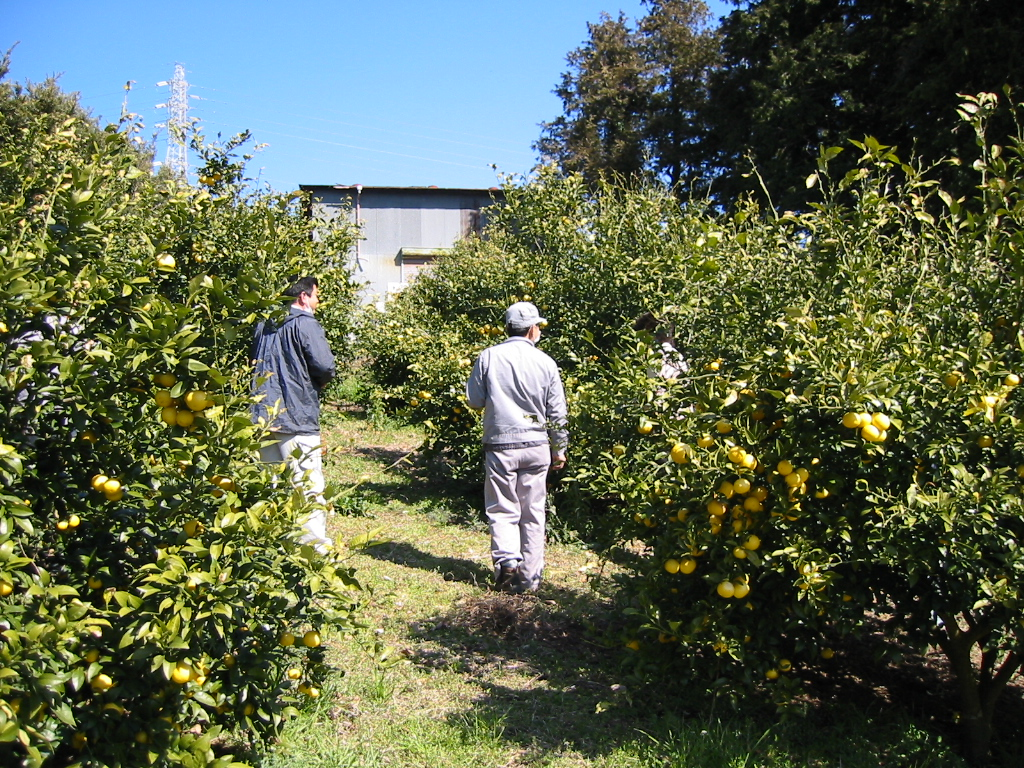
飼養員